# Густав Людвіг Герц
Густав Людвіг Герц (нім. Gustav Ludwig Hertz; 22 липня 1887, Гамбург, Німецька імперія — 30 жовтня 1975, Берлін, НДР) — німецький фізик, лавреат Нобелівської премії з фізики 1925 року «за відкриття законів зіткнення електрона з атомом» (спільно з Джеймсом Франком). Племінник знаменитого Генріха Герца.

## Життєпис
Німецький фізик Густав Людвіг Герц народився в Гамбурзі в сім'ї адвоката Густава Герца і Аугусто (Арнінг) Герц. Його дядько Генріх Рудольф Герц був одним з найвидатніших фізиків кінця XIX ст. Здобувши середню освіту в гамбургському Йоганнеумі, Герц в 1906 вступив до Геттінгенського університету, де вивчав математику і математичну фізику у Давида Гільберта і Карла Рунге. Потім він навчався в Мюнхенському університеті в Арнольда Зоммерфельда, де познайомився з новою тоді квантовою теорією, і в Берлінському університеті у Джеймса Франка та Роберта Поля. Там він зацікавився експериментальною фізикою. 1911 року Герц захистив дисертацію в Берлінському університеті про інфрачервоне поглинання двоокису вуглецю і отримав докторський ступінь.

## Дослід Франка-Герца
1913 року Герц був призначений асистентом у Фізичний інститут при Берлінському університеті, де разом з Франком розпочав досліджувати зміни енергії при зіткненні атома з електроном. Їхня робота стала прямим підтвердженням правильності моделі атома, запропонованої незадовго до того Нільсом Бором, хоча вони ще не були з нею знайомі.
Згідно з теорією Бора, електрони могли обертатися навколо ядра тільки по «дозволеним» орбітам, кожна з яких відповідає певному енергетичному стану електрона. За Бором, електрон, поглинаючи дискретну порцію енергії, або квант, «перестрибує» на орбіту, що відповідає вищій енергії і розташовану далі від ядра. При переході ж з вищої на нижчу орбіту електрон випромінює квант. Енергія кванта дорівнює різниці енергій орбіт. Модель Бора дозволила частково пояснити загадкові до того лінійчаті спектри елементів. Коли експериментатор збуджує газ, наприклад, пропускаючи через нього електричний розряд, атоми скидають надлишки енергії у формі випромінювання — світла. Атоми кожного елемента випускають світло певних кольорів, що відповідають характерним для цього елемента частотам і довжинам хвиль. Спектроскоп дозволяє розділити ці частоти і отримати серію кольорових ліній, або лінійчатий спектр, характерний для елемента. Засновник квантової теорії Макс Планк в 1900 році довів, що частота пропорційна енергії кванта світла. Таким чином, за теорією Бора, кожна спектральна лінія відповідає різниці енергій між двома орбітами. Тим самим лінійчаті спектри служать свого роду ключами до атомної структури.
Прикладаючи позитивну напругу до електрода, протилежного джерела електронів, Герц та Франк прискорювали електрони (негативно заряджені частинки) у запаяній трубці. Електрони, максимальна кінетична енергія яких відома (вона дорівнює добутку різниці потенціалів і заряду електрона) і може регулюватися, пролітали крізь сильно розріджені пари ртуті. Інший електрод міг детектувати втрату енергії електронів, обумовлену зіткненнями з атомами ртуті. Було виявлено, що втрати енергії переважно малі, поки різниця потенціалів не досягає 4,9 вольта. Це відкриття — що енергія поглинається атомом тільки певними порціями, підтвердило один з аспектів теорії Бора. Аналогічні результати були отримані і для інших газів, наприклад гелію та неону. Герц і Франк вирахували частоту, відповідаючу кванту з енергією, яка дорівнює енергії електрона 4,9 електрон-вольта, та виявили, що вона збігається з частотою однієї з ліній лінійчатого спектру ртуті (в ультрафіолетовому діапазоні). Але оскільки теорії Бора в той час «виповнилося» лише кілька місяців і багато чого в ній було ще незрозуміло, Герц та Франк помилково інтерпретували 4,9 вольта як потенціал йонізації, тобто як енергію, необхідну для вибивання електрона з атома. Втрата електрона порушує нейтральність атома — баланс між негативними електронами поза ядром і позитивними протонами в ядрі — і призводить до виникнення позитивно зарядженого йона. Герц і Франк вважали, що ультрафіолетова лінія ртуті випускається при захопленні йоном електрона та заповнення вакансії. Основна проблема полягала в тому, що модель Бора передбачала потенціал йонізації в 10,36 вольта.
Після деякого замішання було досягнуто краще розуміння моделі Бора, і тоді з'ясувалося, що лінія, про яку йдеться, відповідала переходу електрона між двома нижніми орбітами в спектральній серії, а не втрати зовнішнього електрона і його захоплення. Величина 4,9 вольта виявилася не потенціалом йонізації, а потенціалом збудження, тобто енергією (або квантом), необхідною для зрушення електрона — його переходу з одного енергетичного рівня на інший, вищий, без відриву від атома. Удосконаливши техніку експерименту, Герц, Франк та інші дослідники виміряли кілька інших (вищих) потенціалів збудження. З'ясувалося, що отримані значення потенціалів відповідають лініям, які спостерігаються в спектрі ртуті. Вдалося підтвердити і передбачене Бором значення потенціалу йонізації. Герц і Франк стали першими фізиками, яким вдалося безпосередньо виміряти енергію кванта.
Пізніше Франк зізнався, що вони «не оцінили гідно фундаментальне значення теорії Бора, настільки, що навіть не згадали про неї в своїй статті». Однак Бор і його однодумці зрозуміли всю важливість експериментів Герца та Франка і неодноразово посилалися на них для підтвердження своїх ідей.
У 1926 році Герцу і Франку була присуджена Нобелівська премія з фізики 1925 «За відкриття законів зіткнення електрона з атомом». Представляючи лауреатів, К. В. Озеєн зі Шведської королівської академії наук зауважив: «Ще недавно ніхто і не думав про те, що атом може існувати в різних станах, кожен з яких характеризується певним рівнем енергії, і що цими енергетичними рівнями визначаються спектральні лінії… Теорія Бора висунула ці гіпотези, методи їхньої експериментальної перевірки розробили Герц і Джеймс Франк».

## Кар'єра фізика
Під час Першої світової війни Герц і Франк служили в німецькій армії. 1915 року Герц був важко поранений. Після тривалого лікування він в 1917 році став позаштатним викладачем Берлінського університету. З 1920 до 1925 року Герц працював у фізичній лабораторії на заводі ламп розжарювання фірми «Філіпс» в Ейндговені (Нідерланди). «Філіпс» була однією з перших приватних компаній, що фінансувала фундаментальні дослідження. 1925 року Герц став професором фізики університету в Галле і директором Фізичного інституту при тому ж університеті. Три роки по тому Герц повернувся до Берліна на посаду директора Фізичного інституту при Шарлоттенбурзькому технічному університеті. З наукових досягнень Герц цього періоду найзначнішою є розробка газодифузійного методу поділу ізотопів неону.
Коли в 1933 році до влади в Німеччині прийшли нацисти, Герц відмовився скласти присягу на вірність фюреру і в 1934 році був змушений піти у відставку. До кінця Другої світової війни він працював директором науково-дослідної лабораторії фірми «Сіменс і Гальске» в Берліні. Незрозуміло, чому Герцу, батько якого був євреєм, а перша дружина виступала проти нацизму, дозволили займати такий важливий пост.
Після війни Герц опинився в одній з груп німецьких вчених, які були відправлені в Радянський Союз за контрактом, укладеним на десять років. Під час свого візиту до Сполучених Штатів у 1939 році Герц сказав своїм друзям, що рівень фізичних досліджень в Америці дуже високий, але він відчуває, що був би кориснішим у Радянському Союзі. Герц сподівався, що його родині вдасться влитися в радянське суспільство. Але і Герц, та інші німецькі вчені були ізольовані в лабораторному комплексі. У Радянському Союзі Герц очолював дослідження з атомної енергії та радарам в лабораторії, яка містилася в Сухумі. Свій метод поділу ізотопів він вдосконалив настільки, що стало можливим проводити поділ в промислових масштабах.
Повернення Герца восени 1954 року було частиною підготовки Східної Німеччини до розробки атомної промисловості. Герц очолив підготовку і став в 1955 році керівником наукової ради з мирного застосування атомної енергії при раді міністрів НДР. У цій раді була проведена вся підготовка по концентрації розпорошених доти інститутів в одному новому Дрезденському центральному інституті ядерних досліджень.
У 1954 році Герц був професором і директором фізичного інституту в Університеті імені Карла Маркса міста Лейпциг, членом Академії Наук НДР та співзасновником дослідницької ради НДР. Як директор Фізичного інституту при Лейпцизькому університеті Герц керував будівництвом нової будівлі інституту замість зруйнованого під час війни. Займав центральне місце в розвитку ядерної фізики в НДР за допомогою видання тритомного підручника з ядерної фізики.
У 1961 році Герц вийшов у відставку і оселився в Східному Берліні, де прожив останні 14 років свого життя. 1975 року помер в Берліні. Похований в сімейній могилі на кладовищі в Гамбурзі.

## Особисте
1919 року Герц одружився з Еллен Дільман. У них народилося двоє синів, обидва згодом стали фізиками. 1943 року, через два роки після смерті першої дружини, він вступив у другий шлюб з Шарлоттою Йолласс. Герц був замкненою людиною, і про його погляди і захоплення мало відомо, крім того, що він був цілком професійним фотографом.
Крім Нобелівської премії Герц був удостоєний багатьох почесних нагород, у тому числі медалі Макса Планка Німецького фізичного товариства і Ленінської премії уряду СРСР. Герц був обраний членом Німецької академії наук у Берліні й Геттінгенської академії наук, а також академій наук Угорщини, Чехословаччини і Радянського Союзу.